# Commonwealth Games 2018/Beachvolleyball
Bei den Commonwealth Games 2018 in Gold Coast, Australien, fand vom 6. bis 12. April 2018 im Beachvolleyball jeweils ein Wettbewerb der Frauen und der Männer statt. Ausgetragen wurden die beiden Wettbewerbe am Strand von Coolangatta.
In beiden Wettbewerben starteten jeweils zwölf Paarungen, verteilt in drei Vierergruppen. Die Gruppenersten und -zweiten sowie die beiden besten Gruppendritten zogen ins Viertelfinale ein. In beiden Finals trafen Australien und Kanada aufeinander. Bei den Frauen setzten sich die Kanadierinnen Melissa Humana-Paredes und Sarah Pavan durch, bei den Männern Christopher McHugh und Damien Schumann. Bronze ging bei den Frauen an Vanuatu und bei den Männern an Neuseeland.

## Männer

### Vorrunde

#### Gruppe A
| Pl. | Team                               | Sp. | S | N | Sätze | SV    | Pkt. |
| --- | ---------------------------------- | --- | - | - | ----- | ----- | ---- |
| 1   | Christopher McHugh Damien Schumann | 3   | 3 | 0 | 6:0   | MAX   | 6    |
| 2   | Daneil Williams Daynte Stewart     | 3   | 2 | 1 | 4:2   | 2,000 | 5    |
| 3   | Inia Korowale Sairusi Cavula       | 3   | 1 | 2 | 2:4   | 0,500 | 4    |
| 4   | Shawn Seabrookes St Clair Hodge    | 3   | 0 | 3 | 0:6   | 0,000 | 3    |

| Team               | Team               | Ergebnis     |
| ------------------ | ------------------ | ------------ |
| McHugh / Schumann  | Korowale / Cavula  | 21:9, 21:8   |
| Williams / Stewart | Seabrookes / Hodge | 21:14, 21:14 |
| McHugh / Schumann  | Seabrookes / Hodge | 21:3, 21:11  |
| Williams / Stewart | Korowale / Cavula  | 21:9, 21:17  |
| Seabrookes / Hodge | Korowale / Cavula  | 16:21, 11:21 |
| McHugh / Schumann  | Williams / Stewart | 21:13, 21:16 |

#### Gruppe B
| Pl. | Team                           | Sp. | S | N | Sätze | SV    | Pkt. |
| --- | ------------------------------ | --- | - | - | ----- | ----- | ---- |
| 1   | Sam Pedlow Sam Schachter       | 3   | 3 | 0 | 6:0   | MAX   | 6    |
| 2   | Robin Miedzybrodzki Seain Cook | 3   | 2 | 1 | 4:4   | 1,000 | 5    |
| 3   | Abubarr Kamara Patrick Lombi   | 3   | 1 | 2 | 3:4   | 0,750 | 4    |
| 4   | Asanka Pradeep Sashimal Yapa   | 3   | 0 | 3 | 1:6   | 0,167 | 3    |

| Team                 | Team                 | Ergebnis            |
| -------------------- | -------------------- | ------------------- |
| Miedzybrodzki / Cook | Pradeep / Yapa       | 21:15, 18:21, 16:14 |
| Pedlow / Schachter   | Kamara / Lombi       | 22:20, 21:14        |
| Pedlow / Schachter   | Pradeep / Yapa       | 21:11, 21:5         |
| Miedzybrodzki / Cook | Kamara / Lombi       | 19:21, 21:18, 15:12 |
| Pradeep / Yapa       | Kamara / Lombi       | 17:21, 20:22        |
| Pedlow / Schachter   | Miedzybrodzki / Cook | 21:12, 21:17        |

#### Gruppe C
| Pl. | Team                                     | Sp. | S | N | Sätze | SV    | Pkt. |
| --- | ---------------------------------------- | --- | - | - | ----- | ----- | ---- |
| 1   | Ben O’Dea Sam O’Dea                      | 3   | 3 | 0 | 6:3   | 2,000 | 6    |
| 2   | Chris Gregory Jake Sheaf                 | 3   | 2 | 1 | 5:2   | 2,500 | 5    |
| 3   | Dimitris Apostolou Georgios Chrysostomou | 3   | 1 | 2 | 3:4   | 0,750 | 4    |
| 4   | Carlos Acácio Delcio Soares              | 3   | 0 | 3 | 1:6   | 0,167 | 3    |

| Team                     | Team                     | Ergebnis            |
| ------------------------ | ------------------------ | ------------------- |
| O’Dea / O’Dea            | Apostolou / Chrysostomou | 16:21, 21:19, 15:11 |
| Gregory / Sheaf          | Acácio / Soares          | 21:13, 21:14        |
| O’Dea / O’Dea            | Acácio / Soares          | 19:21, 21:9, 15:11  |
| Gregory / Sheaf          | Apostolou / Chrysostomou | 21:12, 21:7         |
| Apostolou / Chrysostomou | Acácio / Soares          | 21:18, 21:17        |
| Gregory / Sheaf          | O’Dea / O’Dea            | 21:14, 18:21, 8:15  |

### Finalrunde
|  | Viertelfinale       | Viertelfinale      | Viertelfinale      | Viertelfinale | Viertelfinale |    |                          | Halbfinale        | Halbfinale       | Halbfinale       | Halbfinale       | Halbfinale       |                  |            | Finale            | Finale          | Finale | Finale | Finale |
|  |                     |                    |                    |               |               |    |                          |                   |                  |                  |                  |                  |                  |            |                   |                 |        |        |        |
|  | Australien          | McHugh / Schumann  | 21                 | 21            | -             |    |                          |                   |                  |                  |                  |                  |                  |            |                   |                 |        |        |        |
|  | Sierra Leone        | Kamara / Lombi     | 12                 | 14            | -             |    |                          |                   |                  |                  |                  |                  |                  |            |                   |                 |        |        |        |
|  | Sierra Leone        | Kamara / Lombi     | 12                 | 14            | -             |    | Australien               | McHugh / Schumann | 21               | 21               | -                |                  |                  |            |                   |                 |        |        |        |
|  |                     |                    |                    |               |               |    | Australien               | McHugh / Schumann | 21               | 21               | -                |                  |                  |            |                   |                 |        |        |        |
|  |                     | England            | Gregory / Sheaf    | 13            | 16            | -  |                          |                   |                  |                  |                  |                  |                  |            |                   |                 |        |        |        |
|  | Schottland          | England            | Gregory / Sheaf    | 13            | 16            | -  | Miedzybrodzki / Cook     | 14                | 17               | -                |                  |                  |                  |            |                   |                 |        |        |        |
|  | Schottland          |                    |                    |               |               |    |                          | 14                | 17               | -                |                  |                  |                  |            |                   |                 |        |        |        |
|  | England             | Gregory / Sheaf    | 21                 | 21            | -             |    |                          |                   |                  |                  |                  |                  |                  |            |                   |                 |        |        |        |
|  |                     |                    |                    |               |               |    |                          |                   |                  |                  |                  |                  |                  | Australien | McHugh / Schumann | 21              | 18     | 18     |        |
|  |                     | Kanada             | Pedlow / Schachter | 19            | 21            | 16 |                          |                   |                  |                  |                  |                  |                  |            |                   |                 |        |        |        |
|  | Neuseeland          | O’Dea / O’Dea      | 21                 | 21            | -             |    |                          |                   |                  |                  |                  |                  |                  |            |                   |                 |        |        |        |
|  | Trinidad und Tobago | Williams / Stewart | 15                 | 14            | -             |    |                          |                   |                  |                  |                  |                  |                  |            |                   |                 |        |        |        |
|  | Trinidad und Tobago | Williams / Stewart | 15                 | 14            | -             |    | Neuseeland               | O’Dea / O’Dea     | 19               | 15               | -                |                  |                  |            |                   |                 |        |        |        |
|  |                     |                    |                    |               |               |    | Neuseeland               | O’Dea / O’Dea     | 19               | 15               | -                |                  |                  |            |                   |                 |        |        |        |
|  |                     | Kanada             | Pedlow / Schachter | 21            | 21            | -  |                          |                   | Spiel um Platz 3 | Spiel um Platz 3 | Spiel um Platz 3 | Spiel um Platz 3 | Spiel um Platz 3 |            |                   |                 |        |        |        |
|  | Zypern Republik     | Kanada             | Pedlow / Schachter | 21            | 21            | -  | Apostolou / Chrysostomou | 17                | Spiel um Platz 3 | Spiel um Platz 3 | Spiel um Platz 3 | Spiel um Platz 3 | Spiel um Platz 3 | 15         | -                 |                 |        |        |        |
|  | Zypern Republik     |                    |                    |               |               |    |                          |                   |                  |                  |                  |                  |                  |            | -                 |                 |        |        |        |
|  | Kanada              | Pedlow / Schachter | 21                 | 21            | -             |    |                          |                   |                  |                  |                  |                  |                  |            | England           | Gregory / Sheaf | 13     | 15     | -      |
|  |                     |                    |                    |               |               |    |                          |                   |                  |                  |                  |                  |                  |            | Neuseeland        | O’Dea / O’Dea   | 21     | 21     | -      |

## Frauen

### Vorrunde

#### Gruppe A
| Pl. | Team                                       | Sp. | S | N | Sätze | SV    | Pkt. |
| --- | ------------------------------------------ | --- | - | - | ----- | ----- | ---- |
| 1   | Mariafe Artacho del Solar Taliqua Clancy   | 3   | 3 | 0 | 6:0   | MAX   | 6    |
| 2   | Manolina Konstantinou Mariota Angelopoulou | 3   | 2 | 1 | 4:2   | 2,000 | 5    |
| 3   | Lynne Beattie Melissa Coutts               | 3   | 1 | 2 | 2:4   | 0,500 | 4    |
| 4   | Renisha Stafford Thornia Williams          | 3   | 0 | 3 | 0:6   | 0,000 | 3    |

| Team                       | Team                        | Ergebnis    |
| -------------------------- | --------------------------- | ----------- |
| Beattie / Coutts           | Stafford / Williams         | 21:8, 21:11 |
| Artacho del Solar / Clancy | Konstantinou / Angelopoulou | 21:14, 21:9 |
| Artacho del Solar / Clancy | Stafford / Williams         | 21:2, 21:11 |
| Beattie / Coutts           | Konstantinou / Angelopoulou | 8:21, 16:21 |
| Artacho del Solar / Clancy | Beattie / Coutts            | 21:9, 21:9  |
| Stafford / Williams        | Konstantinou / Angelopoulou | 3:21, 14:21 |

#### Gruppe B
| Pl. | Team                               | Sp. | S | N | Sätze | SV    | Pkt. |
| --- | ---------------------------------- | --- | - | - | ----- | ----- | ---- |
| 1   | Melissa Humana-Paredes Sarah Pavan | 3   | 3 | 0 | 6:0   | MAX   | 6    |
| 2   | Jessica Grimson Victoria Palmer    | 3   | 2 | 1 | 4:2   | 2,000 | 5    |
| 3   | Abby Blackman Rheeza Grant         | 3   | 1 | 2 | 2:4   | 0,500 | 4    |
| 4   | Iliseva Ratudina Laite Nima        | 3   | 0 | 3 | 0:6   | 0,000 | 3    |

| Team                   | Team             | Ergebnis     |
| ---------------------- | ---------------- | ------------ |
| Humana-Paredes / Pavan | Ratudina / Nima  | 21:5, 21:8   |
| Grimson / Palmer       | Blackman / Grant | 21:16, 21:12 |
| Humana-Paredes / Pavan | Blackman / Grant | 21:7, 21:8   |
| Grimson / Palmer       | Ratudina / Nima  | 21:9, 21:7   |
| Blackman / Grant       | Ratudina / Nima  | 21:18, 24:22 |
| Humana-Paredes / Pavan | Grimson / Palmer | 21:6, 21:6   |

#### Gruppe C
| Pl. | Team                                      | Sp. | S | N | Sätze | SV    | Pkt. |
| --- | ----------------------------------------- | --- | - | - | ----- | ----- | ---- |
| 1   | Kelsie Wills Shaunna Polley               | 3   | 3 | 0 | 6:0   | MAX   | 6    |
| 2   | Linline Matauatu Miller Pata              | 3   | 2 | 1 | 4:2   | 2,000 | 5    |
| 3   | Charlotte Nzayisenga Denyse Mutatsimpundu | 3   | 1 | 2 | 2:4   | 0,500 | 4    |
| 4   | Ee Shan Lau Wei Yu Ong                    | 3   | 0 | 3 | 0:6   | 0,000 | 3    |

| Team            | Team                       | Ergebnis     |
| --------------- | -------------------------- | ------------ |
| Matauatu / Pata | Lau / Ong                  | 21:9, 21:12  |
| Wills / Polley  | Nzayisenga / Mutatsimpundu | 21:14, 21:16 |
| Wills / Polley  | Lau / Ong                  | 21:16, 21:5  |
| Matauatu / Pata | Nzayisenga / Mutatsimpundu | 21:15, 21:10 |
| Lau / Ong       | Nzayisenga / Mutatsimpundu | 11:21, 20:22 |
| Wills / Polley  | Matauatu / Pata            | 21:17, 21:16 |

### Finalrunde
|  | Viertelfinale   | Viertelfinale               | Viertelfinale          | Viertelfinale | Viertelfinale |   |                  | Halbfinale                  | Halbfinale       | Halbfinale       | Halbfinale       | Halbfinale       |                  |            | Finale                     | Finale                      | Finale | Finale | Finale |
|  |                 |                             |                        |               |               |   |                  |                             |                  |                  |                  |                  |                  |            |                            |                             |        |        |        |
|  | Australien      | Artacho del Solar / Clancy  | 21                     | 21            | -             |   |                  |                             |                  |                  |                  |                  |                  |            |                            |                             |        |        |        |
|  | Ruanda          | Nzayisenga / Mutatsimpundu  | 9                      | 8             | -             |   |                  |                             |                  |                  |                  |                  |                  |            |                            |                             |        |        |        |
|  | Ruanda          | Nzayisenga / Mutatsimpundu  | 9                      | 8             | -             |   | Australien       | Artacho del Solar / Clancy  | 21               | 16               | 15               |                  |                  |            |                            |                             |        |        |        |
|  |                 |                             |                        |               |               |   | Australien       | Artacho del Solar / Clancy  | 21               | 16               | 15               |                  |                  |            |                            |                             |        |        |        |
|  |                 | Vanuatu                     | Matauatu / Pata        | 19            | 21            | 9 |                  |                             |                  |                  |                  |                  |                  |            |                            |                             |        |        |        |
|  | Vanuatu         | Vanuatu                     | Matauatu / Pata        | 19            | 21            | 9 | Matauatu / Pata  | 23                          | 21               | 15               |                  |                  |                  |            |                            |                             |        |        |        |
|  | Vanuatu         |                             |                        |               |               |   |                  | 23                          | 21               | 15               |                  |                  |                  |            |                            |                             |        |        |        |
|  | England         | Grimson / Palmer            | 25                     | 19            | 12            |   |                  |                             |                  |                  |                  |                  |                  |            |                            |                             |        |        |        |
|  |                 |                             |                        |               |               |   |                  |                             |                  |                  |                  |                  |                  | Australien | Artacho del Solar / Clancy | 19                          | 20     | -      |        |
|  |                 | Kanada                      | Humana-Paredes / Pavan | 21            | 22            | - |                  |                             |                  |                  |                  |                  |                  |            |                            |                             |        |        |        |
|  | Neuseeland      | Wills / Polley              | 10                     | 17            | -             |   |                  |                             |                  |                  |                  |                  |                  |            |                            |                             |        |        |        |
|  | Zypern Republik | Konstantinou / Angelopoulou | 21                     | 21            | -             |   |                  |                             |                  |                  |                  |                  |                  |            |                            |                             |        |        |        |
|  | Zypern Republik | Konstantinou / Angelopoulou | 21                     | 21            | -             |   | Zypern Republik  | Konstantinou / Angelopoulou | 7                | 12               | -                |                  |                  |            |                            |                             |        |        |        |
|  |                 |                             |                        |               |               |   | Zypern Republik  | Konstantinou / Angelopoulou | 7                | 12               | -                |                  |                  |            |                            |                             |        |        |        |
|  |                 | Kanada                      | Humana-Paredes / Pavan | 21            | 21            | - |                  |                             | Spiel um Platz 3 | Spiel um Platz 3 | Spiel um Platz 3 | Spiel um Platz 3 | Spiel um Platz 3 |            |                            |                             |        |        |        |
|  | Schottland      | Kanada                      | Humana-Paredes / Pavan | 21            | 21            | - | Beattie / Coutts | 9                           | Spiel um Platz 3 | Spiel um Platz 3 | Spiel um Platz 3 | Spiel um Platz 3 | Spiel um Platz 3 | 9          | -                          |                             |        |        |        |
|  | Schottland      |                             |                        |               |               |   |                  |                             |                  |                  |                  |                  |                  |            | -                          |                             |        |        |        |
|  | Kanada          | Humana-Paredes / Pavan      | 21                     | 21            | -             |   |                  |                             |                  |                  |                  |                  |                  |            | Vanuatu                    | Matauatu / Pata             | 21     | 21     | -      |
|  |                 |                             |                        |               |               |   |                  |                             |                  |                  |                  |                  |                  |            | Zypern Republik            | Konstantinou / Angelopoulou | 14     | 10     | -      |

## Medaillenspiegel
| Platz | Land       | Gold | Silber | Bronze | Gesamt |
| ----- | ---------- | ---- | ------ | ------ | ------ |
| 1     | Australien | 1    | 1      | —      | 2      |
| 1     | Kanada     | 1    | 1      | —      | 2      |
| 3     | Neuseeland | —    | —      | 1      | 1      |
| 3     | Vanuatu    | —    | —      | 1      | 1      |